# اس. دی. پری
استفانی دانل پری (به انگلیسی: Stephani Danelle Perry) که با نام هنری S. D. Perry فعالیت می‌کند، یک رمان‌نویس ساکن پورتلند و دختر نویسنده‌ی سبک علمی-تخیلی و ترسناک، استیو پری است.او رمان‌های معروف و پرفروشی را از سری رزیدنت ایول نگاشته است.

## آثار

### بیگانه ها
- ۱۹۹۳: جنگ زنانه (به انگلیسی: The Female War) (با همکاری پدر) شابک ‎۹۷۸-۰-۵۵۳-۵۷۴۹۱-۳
- ۱۹۹۶: پلکان (به انگلیسی: Labyrinth) شابک ‎۹۷۸-۰-۵۵۳-۵۷۴۹۱-۳
- ۱۹۹۸: آشفته (به انگلیسی: Berserker) شابک ‎۹۷۸-۰-۵۵۳-۵۷۷۳۱-۰
- ۲۰۰۸: جنایت سازمان‌یافته (به انگلیسی: Criminal Enterprise:) شابک ‎۹۷۸-۱-۵۹۵۸۲-۰۰۳-۷ [۲]

### رزیدنت ایول
- ۱۹۹۸: کتاب ۱: رزیدنت ایول: دسیسه آمبرلا (به انگلیسی: Umbrella Conspiracy) (رمانی با محوریت قراردادن داستان‌های نسخه نخست این سری) شابک ‎۹۷۸-۰-۶۷۱-۰۲۴۳۹-۰
- ۱۹۹۸: کتاب ۲: رزیدنت ایول: پناهگاه کالیبان (رمانی با محوریت ربکا چمبرز و مکانی به نام خلیج کالیبان) شابک ‎۹۷۸-۰-۶۷۱-۰۲۴۴۰-۶
- ۱۹۹۹: کتاب ۳: رزیدنت ایول: شهر مرده (به انگلیسی: City of the Dead) (رمانی با محوریت رزیدنت ایول ۲) شابک ‎۹۷۸-۰-۶۷۱-۰۲۴۴۱-۳
- ۱۹۹۹: کتاب ۴: رزیدنت ایول: دنیای زیرین (به انگلیسی: Resident Evil: Underworld) (رمانی با محوریت لیان اسکات کندی، کلر ردفیلد و ربکا چمبرز) شابک ‎۹۷۸-۰-۶۷۱-۰۲۴۴۲-۰
- ۲۰۰۰: کتاب ۵: رزیدنت ایول: نمسیس (به انگلیسی: Nemesis) (رمانی با محوریت رزیدنت ایول ۳: نمسیس شابک ‎۹۷۸-۰-۶۷۱-۷۸۴۹۶-۶
- ۲۰۰۱: کتاب ۶: رزیدنت ایول: کد ورونیکا (به انگلیسی: Code Veronica) (رمانی با محوریت رزیدنت ایول کد: ورونیکا) شابک ‎۹۷۸-۰-۶۷۱-۷۸۴۹۸-۰
- ۲۰۰۴: کتاب ۰: رزیدنت ایول: ساعت صفر (به انگلیسی: Zero Hour) (رمانی با محوریت رزیدنت ایول صفر) شابک ‎۹۷۸-۰-۶۷۱-۷۸۵۱۱-۶